# Cheilotrichia deludens
Cheilotrichia deludens är en tvåvingeart som först beskrevs av Alexander 1939.  Cheilotrichia deludens ingår i släktet Cheilotrichia och familjen småharkrankar. Inga underarter finns listade i Catalogue of Life.